# Arlington Memorial Bridge
A Arlington Memorial Bridge, em Washington, D.C., é uma ponte que cruza o Rio Potomac, conectando o Lincoln Memorial e a Ilha Columbia. O final norte da ponte marca o oeste do National Mall, já o sul se conecta com a Avenida Memorial, a qual cruza a Ponte Boundary Channel até a Virgínia e leva ao Cemitério Nacional de Arlington no Condado de Arlington.
Foi adicionado ao Registro Nacional de Lugares Históricos em 4 de abril de 1980.